# Злотовонж
Злотовонж (пол. Złotowąż) — польский дворянский герб.

## Описание
В лазоревом поле между двумя ужами, покрытыми золотой чешуей, головы которых обращены к верхней части щита, шпага острием вверх обращённая. На щите дворянский коронованный шлем. Нашлемник: три страусовых пера, на которых золотые полумесяц и шестиугольная звезда. Намёт на щите лазоревый, подложенный серебром.
Герб Ясинских внесён в Часть 2 Сборника дипломных гербов Польского Дворянства, невнесённых в Общий Гербовник.

## Герб используют
- Яков Ясинский (1791—1855), г. Злотовонж, доктор медицины и хирургии, жалован 02.01.1823 дипломом на потомственное дворянское достоинство Царства Польского.
- Роман Ясинский (1853—1896) — польский врач, автор трудов по медицине.